# Burlesque (Strauss)
Burlesque en re menor es una pieza concertante para piano y orquesta compuesta por Richard Strauss en 1886.

## Historia
Se trata de una obra de juventud de Strauss y en ella se puede notar cierta inspiración brahmsiana.
Fue dedicada originalmente, bajo el nombre de Scherzo en re menor, al pianista y director de orquesta Hans von Bülow, con quien Strauss había aprendido la dirección orquestal. Sin embargo von Bülow se negó a estrenar la pieza por considerarla de una dificultad técnica muy grande. El compositor revisó la pieza cuatro años más tarde, le dio el nombre de Burlesque, y la dedicó a Eugen d'Albert, antiguo alumno de Franz Liszt, quien la estrenó bajo la dirección del propio Strauss en Eisenach el 21 de junio de 1890.

## Estructura
Está compuesta de un movimiento y una ejecución típica dura aproximadamente veinte minutos.
El nombre se refiere a un burlesque musical y algunos teóricos consideran que Strauss intenta hacer una parodia de la música de Wagner y Brahms.